# Frank Burton
Pour les articles homonymes, voir Burton.
Frank Ernest Burton est un footballeur anglais né le 18 mars 1865 à Nottingham, mort le 10 février 1948.

## Carrière
- 1886 : Notts County
- 1887-1889 : Nottingham Forest

## Palmarès
- 1 sélection (0 but) avec l'équipe d'Angleterre en 1889[1].